# スーパーカーと暮らす 〜My Sweet Honey〜
スーパーカーと暮らす～My Sweet Honey～は、BSジャパンで2007年2月25日から全5回で放送された番組。7月6日から新作と合わせて、全13回で放送された。
1977年に日本中を席巻したスーパーカーブームから30年。少年のころの夢を手にしたオーナーにスポットをあてながら、スーパーカーを紹介する。それぞれのオーナーがテーマを持ちながら、徹底的に走らせるのが特徴。2007年11月21日にポニーキャニオンからDVD発売。ミニ番組にスーパーカーclubがある。

## 番組内容
- フェラーリ・ディノ
- ロータス・ヨーロッパ
- ランボルギーニ・ミウラ
- フェラーリ・512BB
- ランボルギーニ・カウンタック
- トヨタ・2000GT
- ランチア・ストラトス
- デ・トマソ・パンテーラ
- ポルシェ・911カレラRS
- フェラーリ・デイトナ
- ポルシェ・911(930)ターボ

## 放送時間
| 放送地域 | 放送局      | 放送期間                                       | 放送日時                                          | 備考 |
| -------- | ----------- | ---------------------------------------------- | ------------------------------------------------- | ---- |
| 日本全域 | BSジャパン  | 2007年2月25日 - 3月25日 2007年7月6日 - 9月28日 | 日曜 23時30分 - 24時00分 金曜 24時00分 - 24時30分 |      |
| 福岡県   | TVQ九州放送 | 2009年10月7日 -                                | 水曜 26時38分 - 27時08分                          |      |

## 制作スタッフ
- ナレーター：轟　鉄馬
- 企画：名淵朝晴（テレビ東京）
- 構成：山形遼介、田中伊知郎
- ディレクター：白鳥秀明、石本靖二郎
- 演出：堀 だいすけ
- プロデューサー：岩田牧子（テレビ東京）、恩田真弓（エルクハートプロモーション）